# Xerocomus
Xerocomus Quél. (podgrzybek) – rodzaj grzybów z rodziny borowikowatych (Boletaceae).

## Charakterystyka
Naziemne ektomykoryzowe grzyby kapeluszowe. Dla większości gatunków Xerocomus typowe cechy morfologiczne to: ornamentowane bazydiospory, hymenofor poliporoidalny, nieżelatynowaty, niekleista skórka kapelusza typu trichoderma, kanciaste pory, rurki w stanie dojrzałym o długości około 15 mm oraz nieżelatynowata, luźno ułożona, rozbieżna warstwa boczna w obwodowych warstwach trzonu. Badanie morfologii bazydiospor stało się ważną cechą morfologiczną do identyfikacji taksonów w tym rodzaju.

## Systematyka i nazewnictwo
Pozycja w klasyfikacji według Index Fungorum: Xerocomus, Boletaceae, Boletales, Agaricomycetidae, Agaricomycetes, Agaricomycotina, Basidiomycota, Fungi.
Takson utworzył w 1887 r. Lucien Quélet. Nazwa naukowa rodzaju wywodzi się od starogreckich słów: „xeros” – „suche” oraz „kome” – „włosy” i odnosi się do aksamitnej powierzchni kapelusza. Polską nazwę nadała Alina Skirgiełło w 1960 roku. W wyniku późniejszych molekularnych badań filogenetycznych wszystkie należące do rodzaju gatunki, które występowały w Polsce zaliczono do rodzajów: Boletus (borowik), Imleria, Xerocomellus, Hortiboletus czy Pseudoboletus. Jednak w najnowszych badaniach dowiedziono, że dwa gatunki włączone wcześniej do rodzaju Boletus, umieszczone zostały tam niesłusznie, w związku z czym przeniesiono je z powrotem do rodzaju Xerocomus. Są to:
- podgrzybek zajączek Xerocomus subtomentosus (L.) Quél. 1888[6]
- podgrzybek grubosiatkowany Xerocomus ferrugineus (Schaeff.) Alessio 1985[7].

Wśród gatunków występujących w Polsce do rodzaju Xerocomus (podgrzybek) należały w przeszłości: podgrzybek brunatny, podgrzybek brzoskwiniowy, podgrzybek czerwonawy, podgrzybek morawski, podgrzybek obciętozarodnikowy, podgrzybek oprószony, podgrzybek tęgoskórowy, podgrzybek złotawy. Wszystkie te gatunki obecnie należą do innych rodzajów.
Do rodzaju Xerocomus zaliczanych jest obecnie około 115 gatunków z całego świata. Gatunkiem typowym dla rodzaju jest Xerocomus subtomentosus.